# Driving Home for Christmas
Driving Home for Christmas (Nederlands: Naar huis rijden voor Kerstmis) is een single en kerstlied uit 1986 van de Britse muzikant Chris Rea. Dit nummer werd oorspronkelijk op 24 november 1986 uitgebracht op vinylsingle en op 10 december 1988 op cd-single en komt voor op het in oktober 1988 uitgebrachte compilatiealbum New Light Through Old Windows.

## Achtergrond
De single kwam eind 1986 in thuisland het Verenigd Koninkrijk binnen op een 53e positie in de UK Singles Chart. In 2007 kwam de single opnieuw in de UK Singles Chart binnen met een 33ste plaats als hoogste positie. 
Op dinsdagavond 23 december 1986 werd in Nederland een videoclip door het popprogramma AVRO's Toppop met toenmalig AVRO Radio 3 dj Kas van Iersel  op televisie (Nederland 1 17:45-18:30 uur) in de 665e uitzending getoond. Ook zijn er in de loop van de tijd Nederlandse en Vlaamse versies gecoverd. 
In Nederland was de plaat op Eerste Kerstdag 1986 TROS Paradeplaat op de befaamde TROS donderdag op Radio 3 en werd veel gedraaid. Desondanks bereikte de single de destijds twee landelijke hitlijsten op de nationale publieke popzender (de Nationale Hitparade en de Nederlandse Top 40) niet. De plaat bleef steken op de 5e positie in zowel de Tipparade als de toentertijd "Nationale Tip 20" en stond 1 week genoteerd. Ook in de pan-Europese hitlijst op Radio 3, de TROS Europarade, werd géén notering behaald.
In België bereikte de plaat met Kerst 1986 de 22e positie in de voorloper van de Vlaamse Ultratop 50 en de 24e positie in de Vlaamse Radio 2 Top 30. In Wallonië werd géén notering behaald.
Toch is de plaat in de loop der jaren een constante klassieker geworden die elk jaar rond Kerstmis veel draaitijd krijgt bij veel radiostations. Pas in 2008 kwam de plaat voor het eerst de Nederlandse hitlijsten binnen. De plaat bereikte destijds in week 50 de 47e positie in de speciale kersteditie van de publieke hitlijst; toentertijd de Mega Top 50 op NPO 3FM en de 4e positie in de Single Top 100. De Nederlandse Top 40 op destijds Radio 538 werd niet bereikt. 
Sinds de allereerste editie in december 1999 staat de plaat elk jaar genoteerd (behalve in 2000) in de jaarlijkse NPO Radio 2 Top 2000 van de Nederlandse publieke radiozender NPO Radio 2, met als hoogste notering een 528e positie in 2009.

## Opname
Rea was nooit van plan een kerstlied te schrijven. Het duurde een paar jaar waarna tijdens het stemmen van piano's met toetsenist Max Middleton een deuntje gevonden werd dat paste bij de tekst. Aanvankelijk werd het uitgebracht als een B-kant bij de single Hello Friend uit 1986. Daarna werd het opnieuw opgenomen. Middleton speelde de kenmerkende jazzy intro, en ze deden een typische kerstlied uit de jaren vijftig arrangement.

## Totstandkoming nummer
In een interview in het BBC Radio 4-programma Today op 16 december 2009 verklaarde Chris Rea hoe hij tot het nummer kwam. Het nummer ontstond veel eerder voordat het opgenomen werd. Zijn vrouw kwam hem ophalen in Londen om hem vervolgens naar zijn huis in Middlesbrough te rijden in haar Austin Mini, dit om geld te besparen omdat per trein reizen duurder was. De inspiratie ontstond vervolgens toen ze op een enorme file stuitte net buiten Londen terwijl de sneeuw viel met in het vooruitzicht nog een lange rit naar Middlesbrough. Rea begon naar de andere bestuurders te kijken, die "er allemaal zo ellendig uitzagen." Schertsend begon Rea te zingen: "Driving Home for Christmas..." Toen de straatlantaarns in de auto schenen, begon Rea teksten op te schrijven. Rea stelde dat Driving Home for Christmas de "autoversie van een kerstliedje" is.

## Hitnoteringen

### Single Top 100
| Hitnotering (week 1 t/m 3): 20-12-2008 t/m 03-01-2009 Hitnotering (week 4 t/m 7): 12-12-2009 t/m 02-01-2010 Hitnotering (week 8 t/m 11): 11-12-2010 t/m 01-01-2011 Hitnotering (week 12 t/m 14): 17-12-2011 t/m 31-12-2011 Hitnotering (week 15 t/m 17): 15-12-2012 t/m 29-12-2012 Hitnotering (week 18 t/m 20): 14-12-2013 t/m 28-12-2013 Hitnotering (week 21 t/m 24): 13-12-2014 t/m 03-01-2015 Hitnotering (week 25 t/m 28): 12-12-2015 t/m 02-01-2016 Hitnotering (week 29 t/m 30): 17-12-2016 t/m 24-12-2016 Hitnotering (week 31 t/m 33): 16-12-2017 t/m 30-12-2017 Hitnotering (week 34 t/m 37): 08-12-2018 t/m 29-12-2018 Hitnotering (week 38 t/m 41): 07-12-2019 t/m 28-12-2019 Hitnotering (week 42 t/m 47): 28-11-2020 t/m 02-01-2021 Hitnotering (week 48 t/m 52): 04-12-2021 t/m 01-01-2022 Hitnotering (week 53 t/m 58): 26-11-2022 t/m 31-12-2022 Hitnotering (week 59 t/m 63): 02-12-2023 t/m 30-12-2023 | Hitnotering (week 1 t/m 3): 20-12-2008 t/m 03-01-2009 Hitnotering (week 4 t/m 7): 12-12-2009 t/m 02-01-2010 Hitnotering (week 8 t/m 11): 11-12-2010 t/m 01-01-2011 Hitnotering (week 12 t/m 14): 17-12-2011 t/m 31-12-2011 Hitnotering (week 15 t/m 17): 15-12-2012 t/m 29-12-2012 Hitnotering (week 18 t/m 20): 14-12-2013 t/m 28-12-2013 Hitnotering (week 21 t/m 24): 13-12-2014 t/m 03-01-2015 Hitnotering (week 25 t/m 28): 12-12-2015 t/m 02-01-2016 Hitnotering (week 29 t/m 30): 17-12-2016 t/m 24-12-2016 Hitnotering (week 31 t/m 33): 16-12-2017 t/m 30-12-2017 Hitnotering (week 34 t/m 37): 08-12-2018 t/m 29-12-2018 Hitnotering (week 38 t/m 41): 07-12-2019 t/m 28-12-2019 Hitnotering (week 42 t/m 47): 28-11-2020 t/m 02-01-2021 Hitnotering (week 48 t/m 52): 04-12-2021 t/m 01-01-2022 Hitnotering (week 53 t/m 58): 26-11-2022 t/m 31-12-2022 Hitnotering (week 59 t/m 63): 02-12-2023 t/m 30-12-2023 | Hitnotering (week 1 t/m 3): 20-12-2008 t/m 03-01-2009 Hitnotering (week 4 t/m 7): 12-12-2009 t/m 02-01-2010 Hitnotering (week 8 t/m 11): 11-12-2010 t/m 01-01-2011 Hitnotering (week 12 t/m 14): 17-12-2011 t/m 31-12-2011 Hitnotering (week 15 t/m 17): 15-12-2012 t/m 29-12-2012 Hitnotering (week 18 t/m 20): 14-12-2013 t/m 28-12-2013 Hitnotering (week 21 t/m 24): 13-12-2014 t/m 03-01-2015 Hitnotering (week 25 t/m 28): 12-12-2015 t/m 02-01-2016 Hitnotering (week 29 t/m 30): 17-12-2016 t/m 24-12-2016 Hitnotering (week 31 t/m 33): 16-12-2017 t/m 30-12-2017 Hitnotering (week 34 t/m 37): 08-12-2018 t/m 29-12-2018 Hitnotering (week 38 t/m 41): 07-12-2019 t/m 28-12-2019 Hitnotering (week 42 t/m 47): 28-11-2020 t/m 02-01-2021 Hitnotering (week 48 t/m 52): 04-12-2021 t/m 01-01-2022 Hitnotering (week 53 t/m 58): 26-11-2022 t/m 31-12-2022 Hitnotering (week 59 t/m 63): 02-12-2023 t/m 30-12-2023 | Hitnotering (week 1 t/m 3): 20-12-2008 t/m 03-01-2009 Hitnotering (week 4 t/m 7): 12-12-2009 t/m 02-01-2010 Hitnotering (week 8 t/m 11): 11-12-2010 t/m 01-01-2011 Hitnotering (week 12 t/m 14): 17-12-2011 t/m 31-12-2011 Hitnotering (week 15 t/m 17): 15-12-2012 t/m 29-12-2012 Hitnotering (week 18 t/m 20): 14-12-2013 t/m 28-12-2013 Hitnotering (week 21 t/m 24): 13-12-2014 t/m 03-01-2015 Hitnotering (week 25 t/m 28): 12-12-2015 t/m 02-01-2016 Hitnotering (week 29 t/m 30): 17-12-2016 t/m 24-12-2016 Hitnotering (week 31 t/m 33): 16-12-2017 t/m 30-12-2017 Hitnotering (week 34 t/m 37): 08-12-2018 t/m 29-12-2018 Hitnotering (week 38 t/m 41): 07-12-2019 t/m 28-12-2019 Hitnotering (week 42 t/m 47): 28-11-2020 t/m 02-01-2021 Hitnotering (week 48 t/m 52): 04-12-2021 t/m 01-01-2022 Hitnotering (week 53 t/m 58): 26-11-2022 t/m 31-12-2022 Hitnotering (week 59 t/m 63): 02-12-2023 t/m 30-12-2023 | Hitnotering (week 1 t/m 3): 20-12-2008 t/m 03-01-2009 Hitnotering (week 4 t/m 7): 12-12-2009 t/m 02-01-2010 Hitnotering (week 8 t/m 11): 11-12-2010 t/m 01-01-2011 Hitnotering (week 12 t/m 14): 17-12-2011 t/m 31-12-2011 Hitnotering (week 15 t/m 17): 15-12-2012 t/m 29-12-2012 Hitnotering (week 18 t/m 20): 14-12-2013 t/m 28-12-2013 Hitnotering (week 21 t/m 24): 13-12-2014 t/m 03-01-2015 Hitnotering (week 25 t/m 28): 12-12-2015 t/m 02-01-2016 Hitnotering (week 29 t/m 30): 17-12-2016 t/m 24-12-2016 Hitnotering (week 31 t/m 33): 16-12-2017 t/m 30-12-2017 Hitnotering (week 34 t/m 37): 08-12-2018 t/m 29-12-2018 Hitnotering (week 38 t/m 41): 07-12-2019 t/m 28-12-2019 Hitnotering (week 42 t/m 47): 28-11-2020 t/m 02-01-2021 Hitnotering (week 48 t/m 52): 04-12-2021 t/m 01-01-2022 Hitnotering (week 53 t/m 58): 26-11-2022 t/m 31-12-2022 Hitnotering (week 59 t/m 63): 02-12-2023 t/m 30-12-2023 | Hitnotering (week 1 t/m 3): 20-12-2008 t/m 03-01-2009 Hitnotering (week 4 t/m 7): 12-12-2009 t/m 02-01-2010 Hitnotering (week 8 t/m 11): 11-12-2010 t/m 01-01-2011 Hitnotering (week 12 t/m 14): 17-12-2011 t/m 31-12-2011 Hitnotering (week 15 t/m 17): 15-12-2012 t/m 29-12-2012 Hitnotering (week 18 t/m 20): 14-12-2013 t/m 28-12-2013 Hitnotering (week 21 t/m 24): 13-12-2014 t/m 03-01-2015 Hitnotering (week 25 t/m 28): 12-12-2015 t/m 02-01-2016 Hitnotering (week 29 t/m 30): 17-12-2016 t/m 24-12-2016 Hitnotering (week 31 t/m 33): 16-12-2017 t/m 30-12-2017 Hitnotering (week 34 t/m 37): 08-12-2018 t/m 29-12-2018 Hitnotering (week 38 t/m 41): 07-12-2019 t/m 28-12-2019 Hitnotering (week 42 t/m 47): 28-11-2020 t/m 02-01-2021 Hitnotering (week 48 t/m 52): 04-12-2021 t/m 01-01-2022 Hitnotering (week 53 t/m 58): 26-11-2022 t/m 31-12-2022 Hitnotering (week 59 t/m 63): 02-12-2023 t/m 30-12-2023 | Hitnotering (week 1 t/m 3): 20-12-2008 t/m 03-01-2009 Hitnotering (week 4 t/m 7): 12-12-2009 t/m 02-01-2010 Hitnotering (week 8 t/m 11): 11-12-2010 t/m 01-01-2011 Hitnotering (week 12 t/m 14): 17-12-2011 t/m 31-12-2011 Hitnotering (week 15 t/m 17): 15-12-2012 t/m 29-12-2012 Hitnotering (week 18 t/m 20): 14-12-2013 t/m 28-12-2013 Hitnotering (week 21 t/m 24): 13-12-2014 t/m 03-01-2015 Hitnotering (week 25 t/m 28): 12-12-2015 t/m 02-01-2016 Hitnotering (week 29 t/m 30): 17-12-2016 t/m 24-12-2016 Hitnotering (week 31 t/m 33): 16-12-2017 t/m 30-12-2017 Hitnotering (week 34 t/m 37): 08-12-2018 t/m 29-12-2018 Hitnotering (week 38 t/m 41): 07-12-2019 t/m 28-12-2019 Hitnotering (week 42 t/m 47): 28-11-2020 t/m 02-01-2021 Hitnotering (week 48 t/m 52): 04-12-2021 t/m 01-01-2022 Hitnotering (week 53 t/m 58): 26-11-2022 t/m 31-12-2022 Hitnotering (week 59 t/m 63): 02-12-2023 t/m 30-12-2023 | Hitnotering (week 1 t/m 3): 20-12-2008 t/m 03-01-2009 Hitnotering (week 4 t/m 7): 12-12-2009 t/m 02-01-2010 Hitnotering (week 8 t/m 11): 11-12-2010 t/m 01-01-2011 Hitnotering (week 12 t/m 14): 17-12-2011 t/m 31-12-2011 Hitnotering (week 15 t/m 17): 15-12-2012 t/m 29-12-2012 Hitnotering (week 18 t/m 20): 14-12-2013 t/m 28-12-2013 Hitnotering (week 21 t/m 24): 13-12-2014 t/m 03-01-2015 Hitnotering (week 25 t/m 28): 12-12-2015 t/m 02-01-2016 Hitnotering (week 29 t/m 30): 17-12-2016 t/m 24-12-2016 Hitnotering (week 31 t/m 33): 16-12-2017 t/m 30-12-2017 Hitnotering (week 34 t/m 37): 08-12-2018 t/m 29-12-2018 Hitnotering (week 38 t/m 41): 07-12-2019 t/m 28-12-2019 Hitnotering (week 42 t/m 47): 28-11-2020 t/m 02-01-2021 Hitnotering (week 48 t/m 52): 04-12-2021 t/m 01-01-2022 Hitnotering (week 53 t/m 58): 26-11-2022 t/m 31-12-2022 Hitnotering (week 59 t/m 63): 02-12-2023 t/m 30-12-2023 | Hitnotering (week 1 t/m 3): 20-12-2008 t/m 03-01-2009 Hitnotering (week 4 t/m 7): 12-12-2009 t/m 02-01-2010 Hitnotering (week 8 t/m 11): 11-12-2010 t/m 01-01-2011 Hitnotering (week 12 t/m 14): 17-12-2011 t/m 31-12-2011 Hitnotering (week 15 t/m 17): 15-12-2012 t/m 29-12-2012 Hitnotering (week 18 t/m 20): 14-12-2013 t/m 28-12-2013 Hitnotering (week 21 t/m 24): 13-12-2014 t/m 03-01-2015 Hitnotering (week 25 t/m 28): 12-12-2015 t/m 02-01-2016 Hitnotering (week 29 t/m 30): 17-12-2016 t/m 24-12-2016 Hitnotering (week 31 t/m 33): 16-12-2017 t/m 30-12-2017 Hitnotering (week 34 t/m 37): 08-12-2018 t/m 29-12-2018 Hitnotering (week 38 t/m 41): 07-12-2019 t/m 28-12-2019 Hitnotering (week 42 t/m 47): 28-11-2020 t/m 02-01-2021 Hitnotering (week 48 t/m 52): 04-12-2021 t/m 01-01-2022 Hitnotering (week 53 t/m 58): 26-11-2022 t/m 31-12-2022 Hitnotering (week 59 t/m 63): 02-12-2023 t/m 30-12-2023 | Hitnotering (week 1 t/m 3): 20-12-2008 t/m 03-01-2009 Hitnotering (week 4 t/m 7): 12-12-2009 t/m 02-01-2010 Hitnotering (week 8 t/m 11): 11-12-2010 t/m 01-01-2011 Hitnotering (week 12 t/m 14): 17-12-2011 t/m 31-12-2011 Hitnotering (week 15 t/m 17): 15-12-2012 t/m 29-12-2012 Hitnotering (week 18 t/m 20): 14-12-2013 t/m 28-12-2013 Hitnotering (week 21 t/m 24): 13-12-2014 t/m 03-01-2015 Hitnotering (week 25 t/m 28): 12-12-2015 t/m 02-01-2016 Hitnotering (week 29 t/m 30): 17-12-2016 t/m 24-12-2016 Hitnotering (week 31 t/m 33): 16-12-2017 t/m 30-12-2017 Hitnotering (week 34 t/m 37): 08-12-2018 t/m 29-12-2018 Hitnotering (week 38 t/m 41): 07-12-2019 t/m 28-12-2019 Hitnotering (week 42 t/m 47): 28-11-2020 t/m 02-01-2021 Hitnotering (week 48 t/m 52): 04-12-2021 t/m 01-01-2022 Hitnotering (week 53 t/m 58): 26-11-2022 t/m 31-12-2022 Hitnotering (week 59 t/m 63): 02-12-2023 t/m 30-12-2023 | Hitnotering (week 1 t/m 3): 20-12-2008 t/m 03-01-2009 Hitnotering (week 4 t/m 7): 12-12-2009 t/m 02-01-2010 Hitnotering (week 8 t/m 11): 11-12-2010 t/m 01-01-2011 Hitnotering (week 12 t/m 14): 17-12-2011 t/m 31-12-2011 Hitnotering (week 15 t/m 17): 15-12-2012 t/m 29-12-2012 Hitnotering (week 18 t/m 20): 14-12-2013 t/m 28-12-2013 Hitnotering (week 21 t/m 24): 13-12-2014 t/m 03-01-2015 Hitnotering (week 25 t/m 28): 12-12-2015 t/m 02-01-2016 Hitnotering (week 29 t/m 30): 17-12-2016 t/m 24-12-2016 Hitnotering (week 31 t/m 33): 16-12-2017 t/m 30-12-2017 Hitnotering (week 34 t/m 37): 08-12-2018 t/m 29-12-2018 Hitnotering (week 38 t/m 41): 07-12-2019 t/m 28-12-2019 Hitnotering (week 42 t/m 47): 28-11-2020 t/m 02-01-2021 Hitnotering (week 48 t/m 52): 04-12-2021 t/m 01-01-2022 Hitnotering (week 53 t/m 58): 26-11-2022 t/m 31-12-2022 Hitnotering (week 59 t/m 63): 02-12-2023 t/m 30-12-2023 | Hitnotering (week 1 t/m 3): 20-12-2008 t/m 03-01-2009 Hitnotering (week 4 t/m 7): 12-12-2009 t/m 02-01-2010 Hitnotering (week 8 t/m 11): 11-12-2010 t/m 01-01-2011 Hitnotering (week 12 t/m 14): 17-12-2011 t/m 31-12-2011 Hitnotering (week 15 t/m 17): 15-12-2012 t/m 29-12-2012 Hitnotering (week 18 t/m 20): 14-12-2013 t/m 28-12-2013 Hitnotering (week 21 t/m 24): 13-12-2014 t/m 03-01-2015 Hitnotering (week 25 t/m 28): 12-12-2015 t/m 02-01-2016 Hitnotering (week 29 t/m 30): 17-12-2016 t/m 24-12-2016 Hitnotering (week 31 t/m 33): 16-12-2017 t/m 30-12-2017 Hitnotering (week 34 t/m 37): 08-12-2018 t/m 29-12-2018 Hitnotering (week 38 t/m 41): 07-12-2019 t/m 28-12-2019 Hitnotering (week 42 t/m 47): 28-11-2020 t/m 02-01-2021 Hitnotering (week 48 t/m 52): 04-12-2021 t/m 01-01-2022 Hitnotering (week 53 t/m 58): 26-11-2022 t/m 31-12-2022 Hitnotering (week 59 t/m 63): 02-12-2023 t/m 30-12-2023 | Hitnotering (week 1 t/m 3): 20-12-2008 t/m 03-01-2009 Hitnotering (week 4 t/m 7): 12-12-2009 t/m 02-01-2010 Hitnotering (week 8 t/m 11): 11-12-2010 t/m 01-01-2011 Hitnotering (week 12 t/m 14): 17-12-2011 t/m 31-12-2011 Hitnotering (week 15 t/m 17): 15-12-2012 t/m 29-12-2012 Hitnotering (week 18 t/m 20): 14-12-2013 t/m 28-12-2013 Hitnotering (week 21 t/m 24): 13-12-2014 t/m 03-01-2015 Hitnotering (week 25 t/m 28): 12-12-2015 t/m 02-01-2016 Hitnotering (week 29 t/m 30): 17-12-2016 t/m 24-12-2016 Hitnotering (week 31 t/m 33): 16-12-2017 t/m 30-12-2017 Hitnotering (week 34 t/m 37): 08-12-2018 t/m 29-12-2018 Hitnotering (week 38 t/m 41): 07-12-2019 t/m 28-12-2019 Hitnotering (week 42 t/m 47): 28-11-2020 t/m 02-01-2021 Hitnotering (week 48 t/m 52): 04-12-2021 t/m 01-01-2022 Hitnotering (week 53 t/m 58): 26-11-2022 t/m 31-12-2022 Hitnotering (week 59 t/m 63): 02-12-2023 t/m 30-12-2023 | Hitnotering (week 1 t/m 3): 20-12-2008 t/m 03-01-2009 Hitnotering (week 4 t/m 7): 12-12-2009 t/m 02-01-2010 Hitnotering (week 8 t/m 11): 11-12-2010 t/m 01-01-2011 Hitnotering (week 12 t/m 14): 17-12-2011 t/m 31-12-2011 Hitnotering (week 15 t/m 17): 15-12-2012 t/m 29-12-2012 Hitnotering (week 18 t/m 20): 14-12-2013 t/m 28-12-2013 Hitnotering (week 21 t/m 24): 13-12-2014 t/m 03-01-2015 Hitnotering (week 25 t/m 28): 12-12-2015 t/m 02-01-2016 Hitnotering (week 29 t/m 30): 17-12-2016 t/m 24-12-2016 Hitnotering (week 31 t/m 33): 16-12-2017 t/m 30-12-2017 Hitnotering (week 34 t/m 37): 08-12-2018 t/m 29-12-2018 Hitnotering (week 38 t/m 41): 07-12-2019 t/m 28-12-2019 Hitnotering (week 42 t/m 47): 28-11-2020 t/m 02-01-2021 Hitnotering (week 48 t/m 52): 04-12-2021 t/m 01-01-2022 Hitnotering (week 53 t/m 58): 26-11-2022 t/m 31-12-2022 Hitnotering (week 59 t/m 63): 02-12-2023 t/m 30-12-2023 | Hitnotering (week 1 t/m 3): 20-12-2008 t/m 03-01-2009 Hitnotering (week 4 t/m 7): 12-12-2009 t/m 02-01-2010 Hitnotering (week 8 t/m 11): 11-12-2010 t/m 01-01-2011 Hitnotering (week 12 t/m 14): 17-12-2011 t/m 31-12-2011 Hitnotering (week 15 t/m 17): 15-12-2012 t/m 29-12-2012 Hitnotering (week 18 t/m 20): 14-12-2013 t/m 28-12-2013 Hitnotering (week 21 t/m 24): 13-12-2014 t/m 03-01-2015 Hitnotering (week 25 t/m 28): 12-12-2015 t/m 02-01-2016 Hitnotering (week 29 t/m 30): 17-12-2016 t/m 24-12-2016 Hitnotering (week 31 t/m 33): 16-12-2017 t/m 30-12-2017 Hitnotering (week 34 t/m 37): 08-12-2018 t/m 29-12-2018 Hitnotering (week 38 t/m 41): 07-12-2019 t/m 28-12-2019 Hitnotering (week 42 t/m 47): 28-11-2020 t/m 02-01-2021 Hitnotering (week 48 t/m 52): 04-12-2021 t/m 01-01-2022 Hitnotering (week 53 t/m 58): 26-11-2022 t/m 31-12-2022 Hitnotering (week 59 t/m 63): 02-12-2023 t/m 30-12-2023 | Hitnotering (week 1 t/m 3): 20-12-2008 t/m 03-01-2009 Hitnotering (week 4 t/m 7): 12-12-2009 t/m 02-01-2010 Hitnotering (week 8 t/m 11): 11-12-2010 t/m 01-01-2011 Hitnotering (week 12 t/m 14): 17-12-2011 t/m 31-12-2011 Hitnotering (week 15 t/m 17): 15-12-2012 t/m 29-12-2012 Hitnotering (week 18 t/m 20): 14-12-2013 t/m 28-12-2013 Hitnotering (week 21 t/m 24): 13-12-2014 t/m 03-01-2015 Hitnotering (week 25 t/m 28): 12-12-2015 t/m 02-01-2016 Hitnotering (week 29 t/m 30): 17-12-2016 t/m 24-12-2016 Hitnotering (week 31 t/m 33): 16-12-2017 t/m 30-12-2017 Hitnotering (week 34 t/m 37): 08-12-2018 t/m 29-12-2018 Hitnotering (week 38 t/m 41): 07-12-2019 t/m 28-12-2019 Hitnotering (week 42 t/m 47): 28-11-2020 t/m 02-01-2021 Hitnotering (week 48 t/m 52): 04-12-2021 t/m 01-01-2022 Hitnotering (week 53 t/m 58): 26-11-2022 t/m 31-12-2022 Hitnotering (week 59 t/m 63): 02-12-2023 t/m 30-12-2023 | Hitnotering (week 1 t/m 3): 20-12-2008 t/m 03-01-2009 Hitnotering (week 4 t/m 7): 12-12-2009 t/m 02-01-2010 Hitnotering (week 8 t/m 11): 11-12-2010 t/m 01-01-2011 Hitnotering (week 12 t/m 14): 17-12-2011 t/m 31-12-2011 Hitnotering (week 15 t/m 17): 15-12-2012 t/m 29-12-2012 Hitnotering (week 18 t/m 20): 14-12-2013 t/m 28-12-2013 Hitnotering (week 21 t/m 24): 13-12-2014 t/m 03-01-2015 Hitnotering (week 25 t/m 28): 12-12-2015 t/m 02-01-2016 Hitnotering (week 29 t/m 30): 17-12-2016 t/m 24-12-2016 Hitnotering (week 31 t/m 33): 16-12-2017 t/m 30-12-2017 Hitnotering (week 34 t/m 37): 08-12-2018 t/m 29-12-2018 Hitnotering (week 38 t/m 41): 07-12-2019 t/m 28-12-2019 Hitnotering (week 42 t/m 47): 28-11-2020 t/m 02-01-2021 Hitnotering (week 48 t/m 52): 04-12-2021 t/m 01-01-2022 Hitnotering (week 53 t/m 58): 26-11-2022 t/m 31-12-2022 Hitnotering (week 59 t/m 63): 02-12-2023 t/m 30-12-2023 | Hitnotering (week 1 t/m 3): 20-12-2008 t/m 03-01-2009 Hitnotering (week 4 t/m 7): 12-12-2009 t/m 02-01-2010 Hitnotering (week 8 t/m 11): 11-12-2010 t/m 01-01-2011 Hitnotering (week 12 t/m 14): 17-12-2011 t/m 31-12-2011 Hitnotering (week 15 t/m 17): 15-12-2012 t/m 29-12-2012 Hitnotering (week 18 t/m 20): 14-12-2013 t/m 28-12-2013 Hitnotering (week 21 t/m 24): 13-12-2014 t/m 03-01-2015 Hitnotering (week 25 t/m 28): 12-12-2015 t/m 02-01-2016 Hitnotering (week 29 t/m 30): 17-12-2016 t/m 24-12-2016 Hitnotering (week 31 t/m 33): 16-12-2017 t/m 30-12-2017 Hitnotering (week 34 t/m 37): 08-12-2018 t/m 29-12-2018 Hitnotering (week 38 t/m 41): 07-12-2019 t/m 28-12-2019 Hitnotering (week 42 t/m 47): 28-11-2020 t/m 02-01-2021 Hitnotering (week 48 t/m 52): 04-12-2021 t/m 01-01-2022 Hitnotering (week 53 t/m 58): 26-11-2022 t/m 31-12-2022 Hitnotering (week 59 t/m 63): 02-12-2023 t/m 30-12-2023 | Hitnotering (week 1 t/m 3): 20-12-2008 t/m 03-01-2009 Hitnotering (week 4 t/m 7): 12-12-2009 t/m 02-01-2010 Hitnotering (week 8 t/m 11): 11-12-2010 t/m 01-01-2011 Hitnotering (week 12 t/m 14): 17-12-2011 t/m 31-12-2011 Hitnotering (week 15 t/m 17): 15-12-2012 t/m 29-12-2012 Hitnotering (week 18 t/m 20): 14-12-2013 t/m 28-12-2013 Hitnotering (week 21 t/m 24): 13-12-2014 t/m 03-01-2015 Hitnotering (week 25 t/m 28): 12-12-2015 t/m 02-01-2016 Hitnotering (week 29 t/m 30): 17-12-2016 t/m 24-12-2016 Hitnotering (week 31 t/m 33): 16-12-2017 t/m 30-12-2017 Hitnotering (week 34 t/m 37): 08-12-2018 t/m 29-12-2018 Hitnotering (week 38 t/m 41): 07-12-2019 t/m 28-12-2019 Hitnotering (week 42 t/m 47): 28-11-2020 t/m 02-01-2021 Hitnotering (week 48 t/m 52): 04-12-2021 t/m 01-01-2022 Hitnotering (week 53 t/m 58): 26-11-2022 t/m 31-12-2022 Hitnotering (week 59 t/m 63): 02-12-2023 t/m 30-12-2023 | Hitnotering (week 1 t/m 3): 20-12-2008 t/m 03-01-2009 Hitnotering (week 4 t/m 7): 12-12-2009 t/m 02-01-2010 Hitnotering (week 8 t/m 11): 11-12-2010 t/m 01-01-2011 Hitnotering (week 12 t/m 14): 17-12-2011 t/m 31-12-2011 Hitnotering (week 15 t/m 17): 15-12-2012 t/m 29-12-2012 Hitnotering (week 18 t/m 20): 14-12-2013 t/m 28-12-2013 Hitnotering (week 21 t/m 24): 13-12-2014 t/m 03-01-2015 Hitnotering (week 25 t/m 28): 12-12-2015 t/m 02-01-2016 Hitnotering (week 29 t/m 30): 17-12-2016 t/m 24-12-2016 Hitnotering (week 31 t/m 33): 16-12-2017 t/m 30-12-2017 Hitnotering (week 34 t/m 37): 08-12-2018 t/m 29-12-2018 Hitnotering (week 38 t/m 41): 07-12-2019 t/m 28-12-2019 Hitnotering (week 42 t/m 47): 28-11-2020 t/m 02-01-2021 Hitnotering (week 48 t/m 52): 04-12-2021 t/m 01-01-2022 Hitnotering (week 53 t/m 58): 26-11-2022 t/m 31-12-2022 Hitnotering (week 59 t/m 63): 02-12-2023 t/m 30-12-2023 | Hitnotering (week 1 t/m 3): 20-12-2008 t/m 03-01-2009 Hitnotering (week 4 t/m 7): 12-12-2009 t/m 02-01-2010 Hitnotering (week 8 t/m 11): 11-12-2010 t/m 01-01-2011 Hitnotering (week 12 t/m 14): 17-12-2011 t/m 31-12-2011 Hitnotering (week 15 t/m 17): 15-12-2012 t/m 29-12-2012 Hitnotering (week 18 t/m 20): 14-12-2013 t/m 28-12-2013 Hitnotering (week 21 t/m 24): 13-12-2014 t/m 03-01-2015 Hitnotering (week 25 t/m 28): 12-12-2015 t/m 02-01-2016 Hitnotering (week 29 t/m 30): 17-12-2016 t/m 24-12-2016 Hitnotering (week 31 t/m 33): 16-12-2017 t/m 30-12-2017 Hitnotering (week 34 t/m 37): 08-12-2018 t/m 29-12-2018 Hitnotering (week 38 t/m 41): 07-12-2019 t/m 28-12-2019 Hitnotering (week 42 t/m 47): 28-11-2020 t/m 02-01-2021 Hitnotering (week 48 t/m 52): 04-12-2021 t/m 01-01-2022 Hitnotering (week 53 t/m 58): 26-11-2022 t/m 31-12-2022 Hitnotering (week 59 t/m 63): 02-12-2023 t/m 30-12-2023 |
| Week: | 1 | 2 | 3 | | 4 | 5 | 6 | 7 | | 8 | 9 | 10 | 11 | | 12 | 13 | 14 | | 15 | 16 |
| --- | --- | --- | --- | --- | --- | --- | --- | --- | --- | --- | --- | --- | --- | --- | --- | --- | --- | --- | --- | --- |
| Positie: | 38 | 17 | 32 | uit | 60 | 31 | 29 | 53 | uit | 80 | 61 | 50 | 66 | uit | 69 | 61 | 60 | uit | 90 | 81 |
| Week: | 17 | | 18 | 19 | 20 | | 21 | 22 | 23 | 24 | | 25 | 26 | 27 | 28 | | 29 | 30 | | 31 |
| Positie: | 57 | uit | 93 | 62 | 50 | uit | 88 | 61 | 40 | 90 | uit | 97 | 50 | 32 | 22 | uit | 61 | 59 | uit | 41 |
| Week: | 32 | 33 | | 34 | 35 | 36 | 37 | | 38 | 39 | 40 | 41 | | 42 | 43 | 44 | 45 | 46 | 47 | |
| Positie: | 37 | 13 | uit | 95 | 25 | 19 | 9 | uit | 95 | 25 | 24 | 4 | uit | 82 | 45 | 14 | 10 | 8 | 6 | uit |
| Week: | 48 | 49 | 50 | 51 | 52 | | 53 | 54 | 55 | 56 | 57 | 58 | | 59 | 60 | 61 | 62 | 63 | | |
| Positie: | 74 | 25 | 19 | 12 | 4 | uit | 88 | 60 | 25 | 12 | 9 | 6 | uit | 55 | 17 | 11 | 8 | 5 | uit | |

### Mega Top 50
Hitnotering: week 50 2008,  Binnen op #47. (Speciale kerst editie van de publieke hitlijst op NPO 3FM).

### Vlaamse Ultratop 50
| Hitnotering (week 1 t/m 5): 06-12-1986 t/m 03-01-1987 Hitnotering (week 6): 31-12-2022 Hitnotering (week 7): 30-12-2023 | Hitnotering (week 1 t/m 5): 06-12-1986 t/m 03-01-1987 Hitnotering (week 6): 31-12-2022 Hitnotering (week 7): 30-12-2023 | Hitnotering (week 1 t/m 5): 06-12-1986 t/m 03-01-1987 Hitnotering (week 6): 31-12-2022 Hitnotering (week 7): 30-12-2023 | Hitnotering (week 1 t/m 5): 06-12-1986 t/m 03-01-1987 Hitnotering (week 6): 31-12-2022 Hitnotering (week 7): 30-12-2023 | Hitnotering (week 1 t/m 5): 06-12-1986 t/m 03-01-1987 Hitnotering (week 6): 31-12-2022 Hitnotering (week 7): 30-12-2023 | Hitnotering (week 1 t/m 5): 06-12-1986 t/m 03-01-1987 Hitnotering (week 6): 31-12-2022 Hitnotering (week 7): 30-12-2023 | Hitnotering (week 1 t/m 5): 06-12-1986 t/m 03-01-1987 Hitnotering (week 6): 31-12-2022 Hitnotering (week 7): 30-12-2023 | Hitnotering (week 1 t/m 5): 06-12-1986 t/m 03-01-1987 Hitnotering (week 6): 31-12-2022 Hitnotering (week 7): 30-12-2023 | Hitnotering (week 1 t/m 5): 06-12-1986 t/m 03-01-1987 Hitnotering (week 6): 31-12-2022 Hitnotering (week 7): 30-12-2023 | Hitnotering (week 1 t/m 5): 06-12-1986 t/m 03-01-1987 Hitnotering (week 6): 31-12-2022 Hitnotering (week 7): 30-12-2023 | Hitnotering (week 1 t/m 5): 06-12-1986 t/m 03-01-1987 Hitnotering (week 6): 31-12-2022 Hitnotering (week 7): 30-12-2023 |
| Week: | 1 | 2 | 3 | 4 | 5 | | 6 | | 7 | |
| --- | --- | --- | --- | --- | --- | --- | --- | --- | --- | --- |
| Positie: | 40 | 30 | 28 | 22 | 29 | uit | 22 | uit | 14 | uit |

### NPO Radio 2 Top 2000
| Nummer met noteringen in de NPO Radio 2 Top 2000 | '99 | '00 | '01 | '02 | '03 | '04 | '05 | '06 | '07 | '08 | '09 | '10 | '11 | '12 | '13 | '14 | '15 | '16 | '17 | '18 | '19 | '20 | '21 | '22 | '23 | '24 |
| ------------------------------------------------ | --- | --- | --- | --- | --- | --- | --- | --- | --- | --- | --- | --- | --- | --- | --- | --- | --- | --- | --- | --- | --- | --- | --- | --- | --- | --- |
| Driving Home for Christmas                       | 630 | -   | 630 | 546 | 748 | 560 | 566 | 639 | 552 | 597 | 528 | 580 | 587 | 923 | 732 | 677 | 647 | 564 | 615 | 832 | 630 | 692 | 647 | 665 | 626 | 598 |

1. ↑  Een '-' betekent dat het nummer niet was genoteerd en een vetgedrukt getal geeft de hoogste notering aan.

## Nederlandse en Vlaamse coverversies
| Artiest                      | Titel                               | Land      | Jaar |
| ---------------------------- | ----------------------------------- | --------- | ---- |
| Wim De Craene                | Onderweg naar Kerstmis              | België    | 1989 |
| Willeke Alberti              | Met kerst wil ik bij jou zijn       | Nederland | 1997 |
| Rob de Nijs                  | Thuis voor Kerstmis                 | Nederland | 2005 |
| Ronald Pijls                 | Ik rij naar huis voor ’T Kerstfeest | Nederland | 2007 |
| Rob van Daal                 | Het voelt zo goed met Kerstmis      | Nederland | 2008 |
| Frank Verkooyen              | 't Voelt zo goed met kerstmis       | Nederland | 2009 |
| Boom & Poldervaart           | Ik rij naar huis kerstavond         | Nederland | 2012 |
| Lange Frans & Michael Bryan  | Afslag Kerstmis                     | Nederland | 2014 |
| Christoff De Bolle           | Thuis voor Kerstmis                 | België    | 2015 |
| Biem Buijs & Heleen de Geest | Ik rij naar huis voor Kerstmis      | Nederland | 2015 |
| Ernest van Hartingsveldt     | Met Kerstmis wil ik thuis zijn      | Nederland | 2016 |
| Yves Berendse                | Onderweg voor kerstmis              | Nederland | 2016 |
| Udo Mechels                  | Met kerst wil ik bij jou zijn       | België    | 2018 |
| Sieb Te Hennepe              | Ik rij naar huis voor kerstmis      | Nederland | 2018 |
| Owen van Kol                 | Ik ben onderweg voor kerstmis       | Nederland | 2021 |